# 北京培黎职业学院
北京培黎职业学院位于北京市海淀区双清路1号，是北京市市属全日制民办普通高校，开展高等职业教育（专科）。

## 该校和路易·艾黎与工合的关系
1940年，路易·艾黎创办了第一所培黎学校，以“为黎明而培训”为核心理念，旨在纪念其友人约瑟夫·培黎，同时寓意为新中国的黎明培养建设者。1983年5月28日，在其支持下，国务院参事李逸三等人创建了人民科学文化大学；次年更名为培黎职业大学，以延续培黎教育的传统。1985年，路易·艾黎与马海德共同担任该校名誉校长，进一步推动了学校的发展。1987年，路易·艾黎逝世。需要注意，北京培黎职业学院和甘肃张掖的山丹培黎学校无传承关系。
2004年4月12日，经北京市人民政府批准，教育部备案，原北京培黎职业大学变为北京培黎职业学院，成为一所全日制普通民办院校，开展大专层次的高等职业教育。学院设置9个系，29个高职教育专业，在校生2000余人。2017年4月21日，习近平给中国工合国际委员会、北京培黎职业学院回信，希望传承艾老“努力干一起干”的工合精神，构建人类命运共同体。